# Estación Central de Glasgow
La Estación Central de Glasgow (en inglés: Glasgow Central Station, en gaélico escocés: Glaschu Mheadhain, en escocés: Glesga Central) es la principal estación ferroviaria de Glasgow, Escocia. La estación fue abierta por Caledonian Railway el 31 de julio de 1879 y es una de las diecinueve gestionadas por Network Rail. Es la terminal norte de la West Coast Main Line (640 km al norte de Londres Euston), y para los servicios interurbanos entre Glasgow e Inglaterra.
Con casi 29 millones de pasajeros en 2014-15, Glasgow Central es la undécima estación de tren más transitada en el Reino Unido. Según datos de Network Rail, más de 38 millones de personas lo utilizan cada año, el 80% de los cuales son pasajeros. La estación está calificada como un edificio protegido de categoría A.